# The Fall of Troy
The Fall of Troy (engl. für der Fall Trojas) ist eine US-amerikanische Band aus Mukilteo, Washington, deren Stil sich zwischen Post-Hardcore und Progressive-Rock-Bands wie At the Drive-In, The Mars Volta und The Blood Brothers bewegte. Der Klang hebt sich allerdings merklich von den obig genannten Bands ab.
Die Band wurde von den drei Jugendlichen Thomas Erak (Gitarre, Gesang), Tim Ward (Bass, Gesang) und Andrew Forsman (Schlagzeug) gegründet, die gegen Ende des Jahres 2003 von Jesse Erickson (Keyboard) ergänzt wurden, der jedoch kurz darauf die Band wieder verließ. Im November 2007 verließ Tim Ward nach einer kurzen Tourpause die Band und wurde durch Frank Ene am Bass ersetzt. Besonders hervorstechend aus ihrer Musik scheinen im ersten Moment die ungewöhnlich schnellen und komplexen Gitarren-Riffs, die mit vielen Effekten, wie zum Beispiel Loops für einen volleren Höreindruck sorgen, der dem Zuhörer zunächst den Eindruck von einer Band mit mehreren Gitarren vermittelt.

## Geschichte

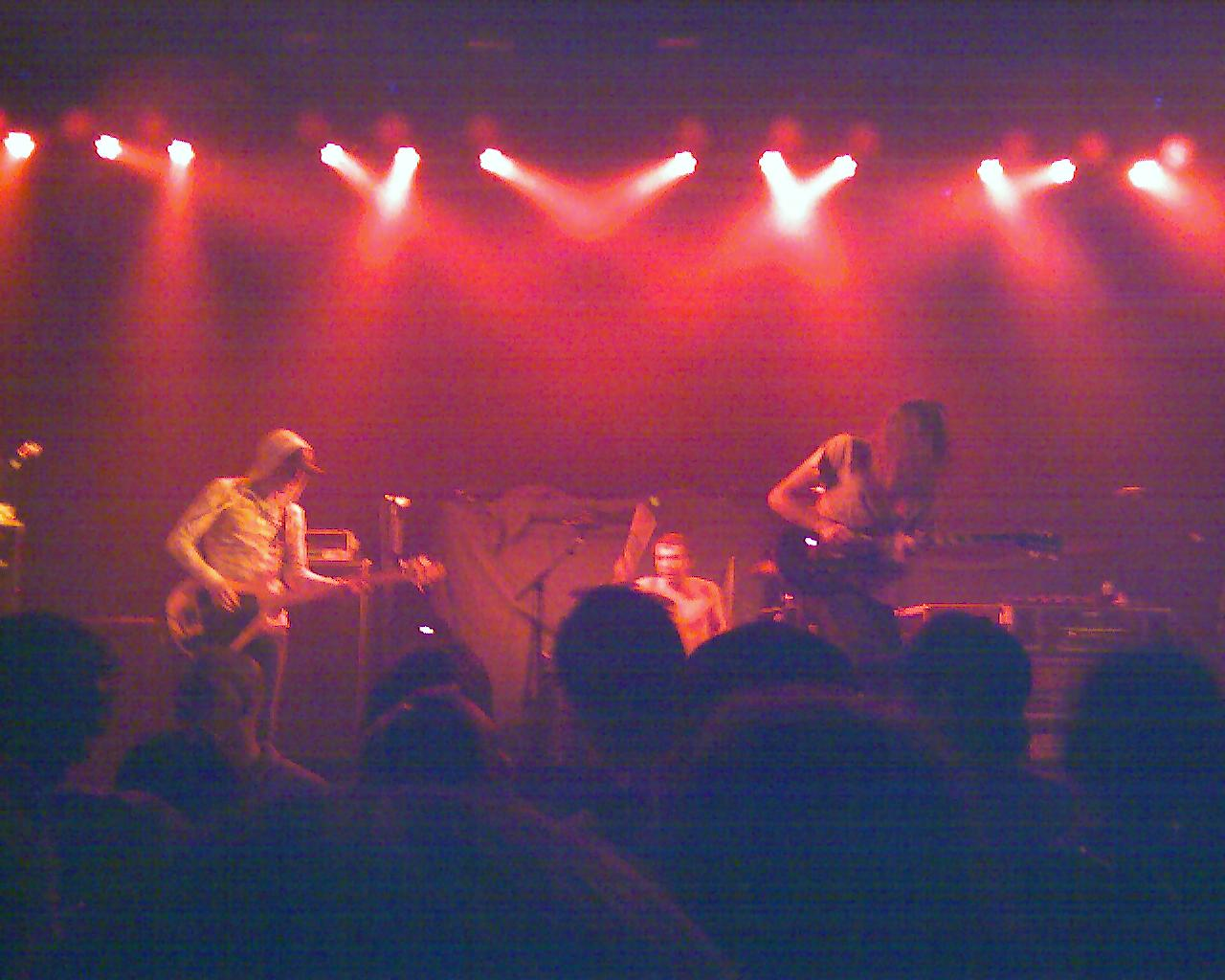
The Fall of Troy live im Jahr 2007

The Fall of Troy ist der zweite Name dieser amerikanischen Band, die sich vorher The Thirty Years War nannte. Unter dem ersten Namen wurden zwei Alben eingespielt, die man ohne Unterstützung eines Labels veröffentlichte. Anlässlich des Austritts von Zweitgitarrist Mike Munro erfolgte der Namenswechsel. Wenig später nahm die Band, deren Mitglieder zu diesem Zeitpunkt allesamt noch keine 17 Jahre alt waren, in einer fünftägigen Studio-Session ihre Debüt-Platte als The Fall of Troy auf. Diese wurde auf dem Label Lujo Records veröffentlicht. Der kommerzielle Erfolg blieb aus, während sich The Fall of Troy im Nord-Westen der USA ein gewisses Underground-Image erarbeiteten.
Anfang des Jahres 2005 unterzeichnete die Band einen Vertrag bei dem Label Equal Vision Records. Mit dem Produzenten Barrett Jones (Nirvana, Foo Fighters, Melvins) nahmen sie dann ihr Album Doppelgänger auf, das vier neue Versionen von Liedern der Debüt-Platte enthält sowie sieben neue Lieder.
Mit dem sich noch begrenzenden, aber weiträumigeren Erfolg spielten The Fall of Troy anschließend auch in Europa als Vorband von zum Beispiel The Bled und Fear Before the March of Flames.
Am 18. Mai 2007 veröffentlichte die Band das Album Manipulator (Equal Vision Records).
Kurz darauf äußerte Thomas Erak in einem Interview, dass eine Split-EP mit The Number Twelve Looks Like You geplant sei. Die Verwirklichung dieses ehrgeizigen Projekts könnte sich allerdings als schwierig erweisen, da die beiden Bands bei unterschiedlichen Labeln unter Vertrag stehen.
2007 steuerten The Fall of Troy den Song F.C.P.R.E.M.I.X dem Musikspiel Guitar Hero 3: Legends of Rock bei.
Im November 2007 verkündete Thomas Erak, dass Tim Ward eine Tourpause nehme und durch den Bassisten Frank Black der aus San Diego stammenden Band ...Of Stalewart Fads ersetzt werde. Kurze Zeit später wurde bekannt gegeben, dass dieser nun permanent den Platz des Bassisten einnehmen wird.
Im November 2008 veröffentlichte The Fall of Troy unter dem Titel Phantom on the Horizon durch Equal Vision Records ein auf 3000 Stück limitiertes Re-Release der Ghostship Demos, welche allerdings nur auf der Westcoast-Tour und im Internetstore verkauft werden. Das Album ist in fünf Kapitel unterteilt, welche jeweils durch Interludien ineinander übergehen.
Nicht einmal ein halbes Jahr nach der Veröffentlichung des letzten Albums, In the Unlikely Event, gab Thomas Erak am 26. Februar 2010 bekannt, dass die Band fortan nicht weiter bestehen würde.
Im Februar 2014 gab die Band bekannt an neuen Songs zu arbeiten. Im April 2016 erschien das komplett in Eigenregie aufgenommene Studioalbum OK nach dem Pay-what-you-want-Modell.

## Diskografie
Alben
- 2002: Martyrs Among the Casualties (als The Thirty Years War)
- 2002: Live at the Paradox (als The Thirty Years War)
- 2003: The Fall of Troy (Lujo Records)
- 2005: Doppelgänger (Equal Vision Records)
- 2007: Manipulator (Equal Vision Records)
- 2009: In the Unlikely Event (Equal Vision Records)
- 2016: OK
- 2020: Mukiltearth

EPs
- 2004: Ghostship
- 2008: Phantom on the Horizon

## Musikvideos
- Tom Waits (Demo Version) (Equal Vision Records, 11. März 2005)
- Whacko Jacko Steals the Elephant Man’s Bones (Equal Vision Records, 21. Oktober 2005)
- F.C.P.R.E.M.I.X. (Equal Vision Records, 26. Mai 2006)
- Cut Down All the Trees and Name the Streets After Them (Equal Vision Records, 8. August 2007)
- Ex-Creations (Equal Vision, January 16, 2008)